# UNIVAC Athena
| UNIVAC Athena                                   | UNIVAC Athena  |
| ----------------------------------------------- | -------------- |
| UNIVAC Athena                                   |                |
| Numerisches System                              |                |
| Interne Kodierung                               | Binär          |
| Wortbreite                                      | 24 Bit         |
| Arithmetisches System                           | Ganzzahlsystem |
| Anzahl Transistoren                             | 800            |
| Anzahl Dioden                                   | 4000           |
| Verarbeitung Arithmetik                         | Parallel       |
| Taktung der Recheneinheit                       | Sequentiell    |
| Addition                                        | 40 µs          |
| Multiplikation                                  | 520 µs         |
| Division                                        | 1 ms           |
| Speicher                                        |                |
| - Trommelspeicher - UNISERVO-Magnetbandspeicher |                |

Die UNIVAC Athena, auch ATHENA genannt, war ein UNIVAC-Computersystem, das von Sperry Rand 1955 gebaut wurde.
Das Athena-System, benannt nach der griechischen Kriegsgöttin Athene, wurde für die US Air Force im Zuge des Titan-ICBM-Programms (intercontinental ballistic missile) entwickelt, und als auf dem Boden stationiertes Raketensteuerungssystem eingesetzt. Dabei synchronisierte sich das Computersystem mit den jeweiligen Abschussbasen und koordinierte die Flugbahn der Raketen.
Der Chefentwickler der UNIVAC Athena war Seymour Cray. Es wurden für das Athena-System zwei Prototypen entwickelt. Ein System basierend auf Magnetschaltern, genannt MAGTEC und ein System basierend auf Transistoren, genannt TRANSTEC. Beide Testsystem verfügten über den gleichen Befehlssatz. Nach ausgiebigem Testen entschied sich Seymour Cray für die auf Transistoren basierende Version.
Insgesamt wurden 23 Systeme an die US Air Force geliefert.